# كال سترونج
كال سترونج (بالإنجليزية: Cal Strong)‏ هو لاعب كرة الماء أمريكي، ولد في 12 أغسطس 1907 في جاكسونفيل في الولايات المتحدة، وتوفي في 27 يناير 2001 في Carmichael, California ‏ في الولايات المتحدة.

## وصلات خارجية
- كال سترونج على موقع قاعة مشاهير السباحة الأمريكية (الإنجليزية)
- كال سترونج على موقع اللجنة الأولمبية الدولية (الإنجليزية)
- كال سترونج على موقع أوليمبيديا (الإنجليزية)